# 10122 Fröding
10122 Fröding är en asteroid i huvudbältet som upptäcktes den 27 januari 1993 av den belgiske astronomen Eric W. Elst vid CERGA-observatoriet. Den fick den preliminära beteckningen 1993 BC5 och  namngavs senare efter den svenske författaren och poetet Gustaf Fröding.
Den tillhör asteroidgruppen Themis.
Frödings senaste periheliepassage skedde den 17 maj 2021.